# فلش‌بک‌ها (ترانه اینا)
«فلش‌بک‌ها» (انگلیسی: Flashbacks) ترانه‌ای از اینا، خوانندهٔ رومانیایی برای هفتمین آلبوم استودیویی‌اش هارت‌بریکر (۲۰۲۰) است. این ترانه توسط اینا و مینلی در کنار تهیه‌کنندگان آن سباستین باراک، مارسل بوتزان و دیوید سینت نوشته شده‌است. «فلش‌بک‌ها» در فوریه ۲۰۲۱ به عنوان تک‌آهنگ لید آلبوم منتشر شد. از نظر اشعاری، این ترانه در مورد زنی است که تلاش می‌کند علاقه عشقی‌اش را که خیلی دورافتاده است، رها کند.
دو منتقد موسیقی هنگام انتشار، نظرات مثبتی دربارهٔ «فلش‌بک‌ها» دادند و یکی آن را به عنوان ترانه مورد علاقه خود در هارت‌بریکر برگزید. موزیک ویدیوی همراه با ترانه به کارگردانی بوگدان پون در ۲۶ فوریه ۲۰۲۱ در کانال یوتیوب خواننده آپلود شد. این فیلم در پالاتزو ورساچه دبی و در دومنیول ماناسیا در رومانی فیلم‌برداری شده و اینا را در محیط‌های مختلف به تصویر می‌کشد و لباس نقره‌ای درخشان بر تن دارد. از نظر تجاری، این ترانه موفقیت کسب کرد و به جایگاه برتر روسیه، سه کشور برتر کشورهای مستقل همسود، ده‌تای برتر بلغارستان و ۲۰ ترانه برتر رومانی و اوکراین رسید.